# Emanuel Mammana
Emanuel Hernán Mammana (* 10. Februar 1996 in Merlo) ist ein argentinischer Fußballspieler, der als Abwehrspieler in der Innenverteidigung eingesetzt wird. Er spielt aktuell bei CA Vélez Sarsfield. 2014 feierte Mammana sein Debüt im Argentinischen Nationalteam.

## Karriere

### Verein
Nachdem Mammana von seinem Jugendverein Los Santos 2014 über die U-20 in die erste Mannschaft des argentinischen Traditionsvereins River Plate hochgezogen wurde, avancierte der Innenverteidiger schnell zu einer festen Größe im Verein. Mammana konnte dort und in den Jugendnationalmannschaften des Landes überzeugen und wurde so Transferziel einiger europäischer Adressen. Im Juli 2016 sicherte sich Olympique Lyon aus der Ligue 1 die Dienste des Talents für eine kolportierte Ablösesumme in Höhe von 7,5 Millionen Euro.
Nach einem Jahr in Lyon in dem Mammana 17 Ligaspiele absolvierte und ein Tor erzielte, wechselte er weiter zu Zenit St. Petersburg. 2020 wurde er an den FK Sotschi verliehen.
Anfang 2020 kehrte er in seine Heimat zurück und schloss sich River Plate an. Von dort wechselte er 2024 zu CA Vélez Sarsfield.

### Nationalmannschaft
Emanuele Mammana kann neben Einsätzen in der argentinischen U-17 auch einige Spiele in der argentinischen U-20 nachweisen, wobei sein wichtigstes Spiel im Finale der U-20-Fußball-Südamerikameisterschaft 2015 in Uruguay war. Argentinien konnte mit 2:1 gegen den Gastgeber Uruguay gewinnen und Argentinien sicherte sich damit den 5. Titel in der Turniergeschichte.
Mammana nahm auch an der U-20-Fußball-Weltmeisterschaft 2015 teil, schied mit Argentinien allerdings bereits in der Gruppenphase aus.
Für die argentinische A-Nationalmannschaft absolvierte er in den Jahren 2014 und 2015 drei Freundschaftsspiele.

## Titel und Erfolge

### Verein
CA River Plate
- Copa Sudamericana: 2014
- Recopa Sudamericana: 2015
- Copa Libertadores: 2015
- Argentinischer Meister: 2023[5]

Zenit St. Petersburg
- Russischer  Meister: 2018/19, 2019/20
- Russischer Fußballpokal: 2019/20

### Nationalmannschaft
- U-20-Fußball-Südamerikameisterschaft 2015 Sieger